# Ole Sæther
Ole Andreas Sæther (ur. 23 stycznia 1870 w Steinkjer, zm. 13 października 1946 w Oslo) – norweski strzelec, wielokrotny medalista olimpijski.

## Życiorys
Sæther uczestniczył w trzech igrzyskach olimpijskich. W Paryżu (1900) wystąpił w pięciu konkurencjach strzelectwa: karabin dowolny, trzy postawy, 300 m (20. miejsce), karabin dowolny, trzy postawy, 300 m, drużynowo (2. miejsce; wraz z Olem Østmo, Helmerem Hermansenem, Olafem Frydenlundem, Tomem Seebergiem), karabin dowolny klęcząc, 300 m (12. miejsce), karabin dowolny leżąc, 300 m (18. miejsce), karabin dowolny stojąc, 300 m (26. miejsce).
W Londynie (1908) wziął udział w trzech konkurencjach strzelectwa: karabin dowolny, trzy postawy, 300 m (3. miejsce), karabin dowolny, trzy postawy, 300 m, drużynowo (1. miejsce; wraz z Albertem Helgerudem, Gudbrandem Skatteboe, Olafem Sætherem, Juliusem Braathe i Einarem Libergiem) i karabin wojskowy, drużynowo (6. miejsce; wraz z Einarem Libergiem, Gudbrandem Skatteboe, Albertem Helgerudem, Mathiasem Glomnesem i Juliusem Braathe).
W Sztokholmie (1912) wystartował w dwóch konkurencjach strzelectwa: karabin dowolny, trzy postawy, 300 m (9. miejsca), karabin dowolny, trzy postawy, 300 m, drużynowo (2. miejsce; wraz z Gudbrandem Skatteboe, Østenem Østensenem, Albertem Helgerudem, Olafem Sætherem i Einarem Libergiem).